# Fable (spelserie)
Fable är en serie datorrollspel som började med Fable som släpptes 2004. Serien utvecklades av Lionhead Studios fram till studion lades ner 2016. Spelen utspelar sig i den fiktiva nationen Albion som påminner om England under medeltiden.
Rykten om ett nytt spel i serien utvecklat av Playground Games började spridas 2018. Ryktena bekräftades av Microsoft juli 2020 under Xbox Games Showcase.

## Spel i serien
- Fable (2004)
  - Fable: The Lost Chapters (2005)
- Fable II (2008)
- Fable II Pub Games (2008)
- Fable III (2010)
- Fable Coin Golf (2011)
- Fable Heroes (2012)
- Fable: The Journey (2012)
- Fable Anniversary (2014)
- Fable Fortune (2018)
- Fable (2026) [4]